# IBM PC XT

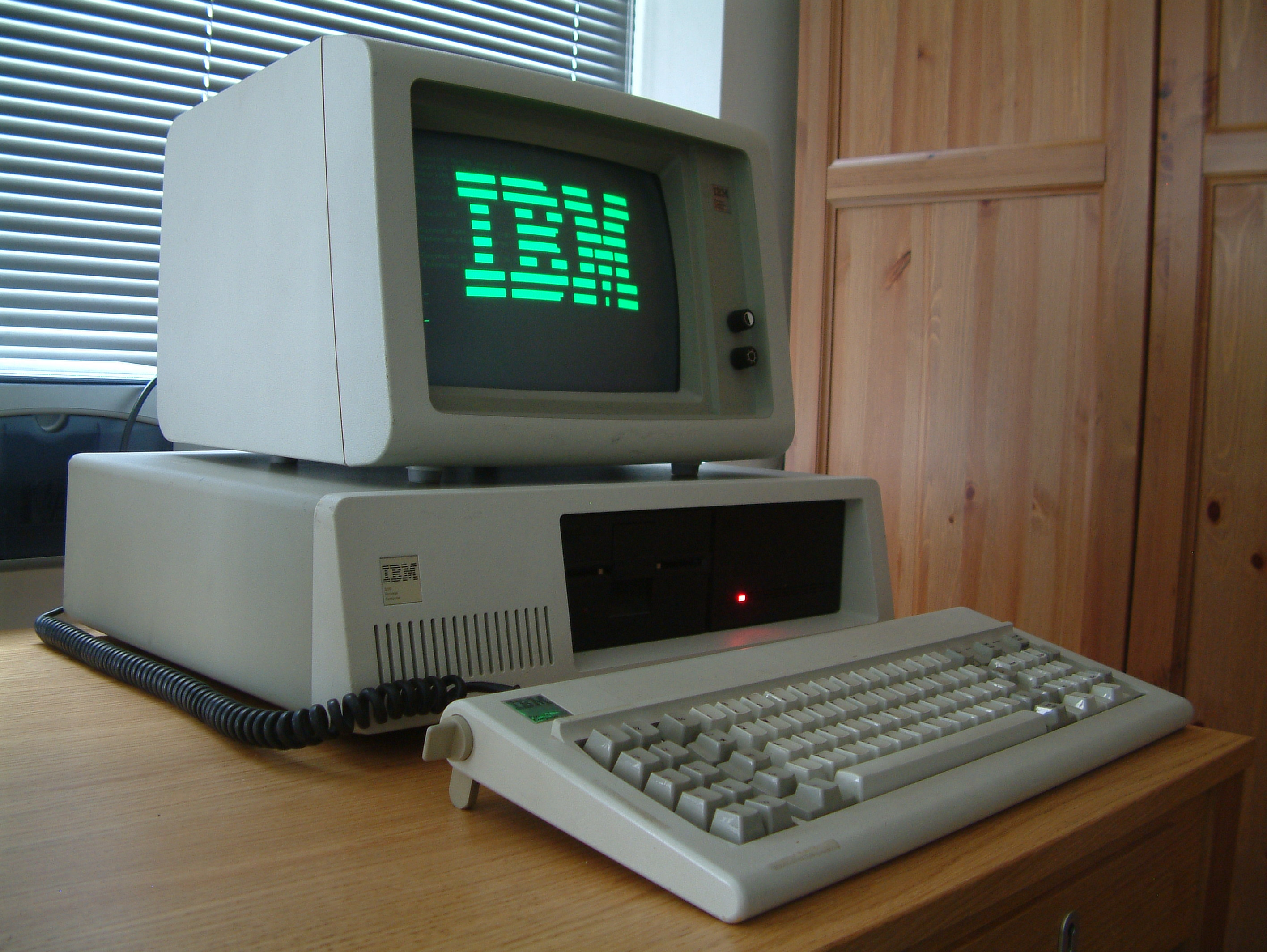
IBM PC XT 컴퓨터.

IBM PC XT(IBM Personal Computer XT, IBM XT, PC XT, XT)는 하드 드라이브가 내장된 IBM PC의 버전이다. 1983년 3월 8일 IBM 머신 타입 넘버 5160(IBM Machine Type number 5160)으로 출시되었다. 하드 드라이브 외에는 오리지널 PC와 동일하지만 일부 사소한 개선사항이 있다. XT는 주로 비즈니스 사용자들을 위해 강화된 IBM PC를 목표로 개발되었다. 나중에 플로피 전용 모델들은 오리지널 모델 5150 PC를 효율적으로 대체하게 된다. 3270 터미널 에뮬레이션 기능을 갖춘 IBM 3270 PC는 1983년 10월에 출시되었다. XT는 eXtended Technology를 의미한다.

## 기능
IBM PC XT는 원래 128 KB의 램, 360 KB의 양면 5¼ 인치 플로피 디스크 드라이브, Xebec 1210 Modified Frequency Modulation(MFM) 컨트롤러가 장착된 10 MB의 시게이트 ST-412 하드 드라이브, 비동기 어댑터(8250 UART가 포함된 시리얼 카드), 130 와트 전원 공급 장치를 갖추고 있었다. 메인보드는 4.77 MHz로 구동되는 인텔 8088 마이크로프로세서를 채용하였으며, 선택적 8087 계산용 보조 프로세서용 소켓을 포함한다.

## IBM XT 286
1986년에 6 Mhz 인텔 80286 프로세서를 갖춘 XT 286(IBM 5162)가 도입되었다. IBM AT 보다 로우 티어 모델로 마케팅되었지만 이 시스템은 실제로는 6 MHz 286 프로세서를 갖춘 당시 AT의 것 보다 수많은 응용 프로그램들을 더 빠르게 수행하였는데, 그 이유는 XT 286이 제로 대기 상태의 RAM을 갖추고 있어서 데이터를 더 빠르게 이동할 수 있었기 때문이다.:95 시스템 기판(기판에는 128 KB가 장착되고, 이외에 256 KB SIMM이 포함)에 표준 640 KB RAM이 장착되었으며 AT 스타일의 1.2 MB 고밀도 디스켓 드라이브에 20 MB 하드 디스크에 장착되었다. 이러한 기능들에도 불구하고 1987년 3월 인포월드 리뷰는 시장 가치를 더 낮게 잡았다.
XT 286은 157 와트의 전원 공급 장치를 사용하였으며 내부적으로 115 또는 230 V AC 동작을 전환할 수 있었다.